# アンド・アイ・ラブ・ユー・ソー
「アンド・アイ・ラブ・ユー・ソー」（And I love you so）は、アメリカ合衆国のシンガーソングライターであるドン・マクリーンがデビューアルバム『タペストリー』の収録曲として1970年に発表した楽曲。1973年にベテラン歌手のペリー・コモがヒットさせ、幅広く知られるようになった。

## 解説
人生の寂しさを知る「私」が相思相愛の相手を得た仕合わせを歌う愛の歌で、マクリーン自身が歌い、1970年にMedia Artsから発売されたマクリーンのファースト・アルバム『タペストリー』に収録された。このアルバムは、1971年にMedia Artsを買収したユナイテッド・アーティスツ・レコードが再発売した。マクリーンが1972年の「アメリカン・パイ」を全米第１位に送り込む以前のアルバムでシンガー・ソングライターとしての生き方を模索していた時期でもあった。
1971年に、この作品をボビー・ゴールズボロ、ボビー・ヴィントン、エド・エームスなどが録音しゴールズボロ盤が全米83位を記録した。
1973年にペリー・コモがチェット・アトキンスの制作でナッシュビルで録音し全米29位を記録し、同名のアルバムはゴールド・ディスクを獲得した。イージーリスニング・チャートでは第1位を記録し、グラミー賞の最優秀男性歌唱賞にノミネートされた。

## 主要なカヴァー
- エルヴィス・プレスリー - アルバム『Today』(1975)
- ヘレン・レディ[1] - アルバム『I Am Woman』(1972)
- ジョニー・マティス - アルバム『Killing me softly with her song』(1973)
- ボビー・ゴールズボロ[1] - アルバム"Come back home"(1971）
- ボビー・ヴィントン - アルバム"Ev'ry day of my life"(1972)
- シャーリー・バッシー[1] - アルバム"And I love you so"(1972)
- ペリー・コモ[1] - アルバム”And I love you so(1973) [8]
- 尾崎紀世彦
- 加山雄三
- 南沙織
- リック・アストリー - アルバム『Portrait』(2005)